# Lista di asteroidi (526001-527000)
Di seguito una lista di asteroidi dal numero 526001 al 527000 con data di scoperta e scopritore.

## 526001–526100
| Nome     | Designazione provvisoria | Data di scoperta  | Scopritore          |
| -------- | ------------------------ | ----------------- | ------------------- |
| 526001 - | 2005 UM232               | 25 ottobre 2005   | Spacewatch          |
| 526002 - | 2005 UZ232               | 25 ottobre 2005   | Spacewatch          |
| 526003 - | 2005 UQ234               | 25 ottobre 2005   | CSS                 |
| 526004 - | 2005 UM235               | 25 ottobre 2005   | Spacewatch          |
| 526005 - | 2005 UK245               | 25 ottobre 2005   | Spacewatch          |
| 526006 - | 2005 UC247               | 28 ottobre 2005   | Mount Lemmon Survey |
| 526007 - | 2005 UJ248               | 28 ottobre 2005   | Mount Lemmon Survey |
| 526008 - | 2005 UK249               | 28 ottobre 2005   | Mount Lemmon Survey |
| 526009 - | 2005 UU252               | 26 ottobre 2005   | LONEOS              |
| 526010 - | 2005 UG254               | 29 ottobre 2005   | CSS                 |
| 526011 - | 2005 UV256               | 25 ottobre 2005   | Mount Lemmon Survey |
| 526012 - | 2005 UT258               | 25 ottobre 2005   | Spacewatch          |
| 526013 - | 2005 UM259               | 25 ottobre 2005   | Spacewatch          |
| 526014 - | 2005 UL261               | 25 ottobre 2005   | Mount Lemmon Survey |
| 526015 - | 2005 UO262               | 26 ottobre 2005   | Spacewatch          |
| 526016 - | 2005 UW265               | 27 ottobre 2005   | Spacewatch          |
| 526017 - | 2005 UY271               | 28 ottobre 2005   | Spacewatch          |
| 526018 - | 2005 UE273               | 28 ottobre 2005   | Mount Lemmon Survey |
| 526019 - | 2005 UN273               | 28 ottobre 2005   | Mount Lemmon Survey |
| 526020 - | 2005 UJ279               | 24 ottobre 2005   | Spacewatch          |
| 526021 - | 2005 UG281               | 25 ottobre 2005   | Mount Lemmon Survey |
| 526022 - | 2005 US285               | 25 settembre 2005 | Spacewatch          |
| 526023 - | 2005 UJ286               | 26 ottobre 2005   | Spacewatch          |
| 526024 - | 2005 UP288               | 10 ottobre 1994   | Spacewatch          |
| 526025 - | 2005 UQ288               | 26 ottobre 2005   | Spacewatch          |
| 526026 - | 2005 UT288               | 26 ottobre 2005   | Spacewatch          |
| 526027 - | 2005 UP290               | 26 ottobre 2005   | Spacewatch          |
| 526028 - | 2005 UK294               | 26 ottobre 2005   | Spacewatch          |
| 526029 - | 2005 UC297               | 26 ottobre 2005   | Spacewatch          |
| 526030 - | 2005 US298               | 26 ottobre 2005   | Spacewatch          |
| 526031 - | 2005 UY298               | 26 ottobre 2005   | Spacewatch          |
| 526032 - | 2005 UR301               | 26 ottobre 2005   | Spacewatch          |
| 526033 - | 2005 UY301               | 26 ottobre 2005   | Spacewatch          |
| 526034 - | 2005 UC302               | 26 ottobre 2005   | Spacewatch          |
| 526035 - | 2005 UH303               | 26 ottobre 2005   | Spacewatch          |
| 526036 - | 2005 UY304               | 26 ottobre 2005   | Spacewatch          |
| 526037 - | 2005 UB305               | 26 ottobre 2005   | Spacewatch          |
| 526038 - | 2005 US314               | 28 ottobre 2005   | CSS                 |
| 526039 - | 2005 UA316               | 25 ottobre 2005   | Spacewatch          |
| 526040 - | 2005 UO316               | 25 ottobre 2005   | Spacewatch          |
| 526041 - | 2005 UY319               | 27 ottobre 2005   | Spacewatch          |
| 526042 - | 2005 UM321               | 27 ottobre 2005   | Mount Lemmon Survey |
| 526043 - | 2005 UX326               | 11 ottobre 2005   | Spacewatch          |
| 526044 - | 2005 UU329               | 28 ottobre 2005   | Mount Lemmon Survey |
| 526045 - | 2005 UF331               | 29 settembre 2005 | CSS                 |
| 526046 - | 2005 UE333               | 29 ottobre 2005   | Mount Lemmon Survey |
| 526047 - | 2005 UH333               | 22 ottobre 2005   | Spacewatch          |
| 526048 - | 2005 UV333               | 29 ottobre 2005   | Mount Lemmon Survey |
| 526049 - | 2005 UC334               | 29 ottobre 2005   | Mount Lemmon Survey |
| 526050 - | 2005 UG337               | 1º ottobre 2005   | Mount Lemmon Survey |
| 526051 - | 2005 UP338               | 31 ottobre 2005   | Spacewatch          |
| 526052 - | 2005 UV338               | 31 ottobre 2005   | Spacewatch          |
| 526053 - | 2005 UM339               | 31 ottobre 2005   | Spacewatch          |
| 526054 - | 2005 UP339               | 31 ottobre 2005   | Spacewatch          |
| 526055 - | 2005 UA344               | 29 ottobre 2005   | Spacewatch          |
| 526056 - | 2005 UO345               | 29 ottobre 2005   | Mount Lemmon Survey |
| 526057 - | 2005 UO350               | 29 ottobre 2005   | Mount Lemmon Survey |
| 526058 - | 2005 UZ350               | 29 ottobre 2005   | CSS                 |
| 526059 - | 2005 UW352               | 29 ottobre 2005   | CSS                 |
| 526060 - | 2005 UN353               | 22 ottobre 2005   | Spacewatch          |
| 526061 - | 2005 US355               | 29 ottobre 2005   | Mount Lemmon Survey |
| 526062 - | 2005 UK359               | 25 ottobre 2005   | Spacewatch          |
| 526063 - | 2005 UW362               | 30 settembre 2005 | Mount Lemmon Survey |
| 526064 - | 2005 UR366               | 27 ottobre 2005   | Spacewatch          |
| 526065 - | 2005 US367               | 27 ottobre 2005   | Spacewatch          |
| 526066 - | 2005 UK369               | 27 ottobre 2005   | Spacewatch          |
| 526067 - | 2005 UN370               | 27 ottobre 2005   | Spacewatch          |
| 526068 - | 2005 UR371               | 27 ottobre 2005   | Mount Lemmon Survey |
| 526069 - | 2005 UA372               | 27 ottobre 2005   | Spacewatch          |
| 526070 - | 2005 UO372               | 27 ottobre 2005   | Spacewatch          |
| 526071 - | 2005 UH373               | 27 ottobre 2005   | Spacewatch          |
| 526072 - | 2005 UD376               | 27 ottobre 2005   | Spacewatch          |
| 526073 - | 2005 UP378               | 15 marzo 2004     | Spacewatch          |
| 526074 - | 2005 UX384               | 27 ottobre 2005   | Spacewatch          |
| 526075 - | 2005 UH385               | 27 ottobre 2005   | Spacewatch          |
| 526076 - | 2005 UM392               | 29 ottobre 2005   | Mount Lemmon Survey |
| 526077 - | 2005 US393               | 28 ottobre 2005   | CSS                 |
| 526078 - | 2005 UH394               | 29 ottobre 2005   | CSS                 |
| 526079 - | 2005 UX396               | 27 ottobre 2005   | CSS                 |
| 526080 - | 2005 UW401               | 27 ottobre 2005   | Spacewatch          |
| 526081 - | 2005 UN404               | 23 ottobre 2005   | Spacewatch          |
| 526082 - | 2005 UQ406               | 30 ottobre 2005   | CSS                 |
| 526083 - | 2005 UR408               | 31 ottobre 2005   | Mount Lemmon Survey |
| 526084 - | 2005 UN409               | 31 ottobre 2005   | LINEAR              |
| 526085 - | 2005 UM412               | 31 ottobre 2005   | Mount Lemmon Survey |
| 526086 - | 2005 UD416               | 25 ottobre 2005   | Spacewatch          |
| 526087 - | 2005 UZ416               | 25 ottobre 2005   | Spacewatch          |
| 526088 - | 2005 UH417               | 25 ottobre 2005   | Spacewatch          |
| 526089 - | 2005 UK418               | 25 ottobre 2005   | Spacewatch          |
| 526090 - | 2005 UJ419               | 25 ottobre 2005   | Spacewatch          |
| 526091 - | 2005 UU420               | 25 ottobre 2005   | Mount Lemmon Survey |
| 526092 - | 2005 UD421               | 1º ottobre 2005   | Mount Lemmon Survey |
| 526093 - | 2005 UJ425               | 25 ottobre 2005   | Spacewatch          |
| 526094 - | 2005 UF430               | 28 ottobre 2005   | Spacewatch          |
| 526095 - | 2005 UH430               | 28 ottobre 2005   | Spacewatch          |
| 526096 - | 2005 UZ431               | 28 ottobre 2005   | Spacewatch          |
| 526097 - | 2005 UY433               | 29 ottobre 2005   | Spacewatch          |
| 526098 - | 2005 UV434               | 7 ottobre 2005    | Mount Lemmon Survey |
| 526099 - | 2005 UK435               | 29 ottobre 2005   | Mount Lemmon Survey |
| 526100 - | 2005 UO441               | 29 ottobre 2005   | Spacewatch          |

## 526101–526200
| Nome     | Designazione provvisoria | Data di scoperta  | Scopritore          |
| -------- | ------------------------ | ----------------- | ------------------- |
| 526101 - | 2005 UW441               | 29 ottobre 2005   | Spacewatch          |
| 526102 - | 2005 UK442               | 30 settembre 2005 | Mount Lemmon Survey |
| 526103 - | 2005 UO444               | 30 ottobre 2005   | Mount Lemmon Survey |
| 526104 - | 2005 UH445               | 22 ottobre 2005   | CSS                 |
| 526105 - | 2005 UV445               | 31 ottobre 2005   | Mount Lemmon Survey |
| 526106 - | 2005 UW447               | 30 ottobre 2005   | CSS                 |
| 526107 - | 2005 UJ448               | 30 ottobre 2005   | LINEAR              |
| 526108 - | 2005 UW450               | 27 ottobre 2005   | Mount Lemmon Survey |
| 526109 - | 2005 UN451               | 28 ottobre 2005   | Spacewatch          |
| 526110 - | 2005 UU452               | 29 ottobre 2005   | Spacewatch          |
| 526111 - | 2005 UJ456               | 8 ottobre 2005    | LINEAR              |
| 526112 - | 2005 UP456               | 30 ottobre 2005   | CSS                 |
| 526113 - | 2005 UL458               | 30 ottobre 2005   | Mount Lemmon Survey |
| 526114 - | 2005 UM458               | 30 ottobre 2005   | Mount Lemmon Survey |
| 526115 - | 2005 UM459               | 27 ottobre 2005   | Mount Lemmon Survey |
| 526116 - | 2005 UV459               | 1º ottobre 2005   | Mount Lemmon Survey |
| 526117 - | 2005 UT461               | 7 ottobre 2005    | Mount Lemmon Survey |
| 526118 - | 2005 UR462               | 30 ottobre 2005   | Spacewatch          |
| 526119 - | 2005 UG463               | 30 ottobre 2005   | Spacewatch          |
| 526120 - | 2005 UJ464               | 30 ottobre 2005   | Spacewatch          |
| 526121 - | 2005 UM464               | 30 ottobre 2005   | Spacewatch          |
| 526122 - | 2005 UP465               | 30 ottobre 2005   | Spacewatch          |
| 526123 - | 2005 UG467               | 30 ottobre 2005   | Spacewatch          |
| 526124 - | 2005 UO471               | 22 ottobre 2005   | Spacewatch          |
| 526125 - | 2005 UT475               | 22 ottobre 2005   | CSS                 |
| 526126 - | 2005 UK485               | 22 ottobre 2005   | CSS                 |
| 526127 - | 2005 UY492               | 10 ottobre 2005   | CSS                 |
| 526128 - | 2005 UQ499               | 27 ottobre 2005   | CSS                 |
| 526129 - | 2005 UW501               | 1º ottobre 2005   | CSS                 |
| 526130 - | 2005 UA520               | 26 ottobre 2005   | A. C. Becker        |
| 526131 - | 2005 UX525               | 27 ottobre 2005   | Mount Lemmon Survey |
| 526132 - | 2005 UZ525               | 28 ottobre 2005   | Mount Lemmon Survey |
| 526133 - | 2005 UP529               | 27 ottobre 2005   | Spacewatch          |
| 526134 - | 2005 UZ532               | 29 ottobre 2005   | Mount Lemmon Survey |
| 526135 - | 2005 UB533               | 25 ottobre 2005   | Mount Lemmon Survey |
| 526136 - | 2005 UC533               | 25 ottobre 2005   | Mount Lemmon Survey |
| 526137 - | 2005 UK533               | 28 ottobre 2005   | CSS                 |
| 526138 - | 2005 UL533               | 5 ottobre 2005    | CSS                 |
| 526139 - | 2005 UN533               | 28 ottobre 2005   | Mount Lemmon Survey |
| 526140 - | 2005 VO2                 | 30 settembre 2005 | CSS                 |
| 526141 - | 2005 VC5                 | 8 novembre 2005   | K. Sárneczky        |
| 526142 - | 2005 VE19                | 25 ottobre 2005   | Spacewatch          |
| 526143 - | 2005 VC25                | 1º novembre 2005  | Spacewatch          |
| 526144 - | 2005 VL28                | 31 ottobre 2005   | LINEAR              |
| 526145 - | 2005 VJ35                | 6 ottobre 2005    | Mount Lemmon Survey |
| 526146 - | 2005 VN42                | 3 novembre 2005   | Mount Lemmon Survey |
| 526147 - | 2005 VW45                | 25 ottobre 2005   | Spacewatch          |
| 526148 - | 2005 VX49                | 23 ottobre 2005   | CSS                 |
| 526149 - | 2005 VR51                | 22 ottobre 2005   | CSS                 |
| 526150 - | 2005 VK69                | 1º novembre 2005  | Mount Lemmon Survey |
| 526151 - | 2005 VE80                | 29 ottobre 2005   | CSS                 |
| 526152 - | 2005 VR83                | 3 novembre 2005   | Mount Lemmon Survey |
| 526153 - | 2005 VW95                | 25 ottobre 2005   | Mount Lemmon Survey |
| 526154 - | 2005 VY98                | 10 novembre 2005  | CSS                 |
| 526155 - | 2005 VG102               | 10 ottobre 2005   | CSS                 |
| 526156 - | 2005 VU102               | 3 ottobre 2005    | CSS                 |
| 526157 - | 2005 VM106               | 24 ottobre 2005   | Spacewatch          |
| 526158 - | 2005 VO111               | 6 novembre 2005   | Mount Lemmon Survey |
| 526159 - | 2005 VO114               | 10 novembre 2005  | CSS                 |
| 526160 - | 2005 VL134               | 3 novembre 2005   | Spacewatch          |
| 526161 - | 2005 VF138               | 1º novembre 2005  | Mount Lemmon Survey |
| 526162 - | 2005 VH138               | 1º novembre 2005  | Mount Lemmon Survey |
| 526163 - | 2005 VJ138               | 1º novembre 2005  | Mount Lemmon Survey |
| 526164 - | 2005 VK138               | 3 novembre 2005   | CSS                 |
| 526165 - | 2005 WA5                 | 2 novembre 2005   | CSS                 |
| 526166 - | 2005 WG12                | 25 ottobre 2005   | Mount Lemmon Survey |
| 526167 - | 2005 WW12                | 22 novembre 2005  | Spacewatch          |
| 526168 - | 2005 WF15                | 3 novembre 2005   | Spacewatch          |
| 526169 - | 2005 WP21                | 21 novembre 2005  | Spacewatch          |
| 526170 - | 2005 WT24                | 12 novembre 2005  | Spacewatch          |
| 526171 - | 2005 WP26                | 21 novembre 2005  | Spacewatch          |
| 526172 - | 2005 WM28                | 21 novembre 2005  | Spacewatch          |
| 526173 - | 2005 WV30                | 21 novembre 2005  | Spacewatch          |
| 526174 - | 2005 WZ30                | 11 novembre 2005  | CINEOS              |
| 526175 - | 2005 WR31                | 21 novembre 2005  | Spacewatch          |
| 526176 - | 2005 WF32                | 21 novembre 2005  | Spacewatch          |
| 526177 - | 2005 WL32                | 21 novembre 2005  | Spacewatch          |
| 526178 - | 2005 WW35                | 22 novembre 2005  | Spacewatch          |
| 526179 - | 2005 WW42                | 21 novembre 2005  | Spacewatch          |
| 526180 - | 2005 WV44                | 28 ottobre 2005   | Mount Lemmon Survey |
| 526181 - | 2005 WM52                | 31 ottobre 2005   | CSS                 |
| 526182 - | 2005 WG53                | 25 novembre 2005  | Mount Lemmon Survey |
| 526183 - | 2005 WX56                | 10 novembre 2005  | Mount Lemmon Survey |
| 526184 - | 2005 WP58                | 26 novembre 2005  | Mount Lemmon Survey |
| 526185 - | 2005 WQ59                | 12 novembre 2005  | Spacewatch          |
| 526186 - | 2005 WT69                | 26 novembre 2005  | Spacewatch          |
| 526187 - | 2005 WN76                | 6 novembre 2005   | Mount Lemmon Survey |
| 526188 - | 2005 WT81                | 28 novembre 2005  | Spacewatch          |
| 526189 - | 2005 WV82                | 25 novembre 2005  | Mount Lemmon Survey |
| 526190 - | 2005 WY86                | 28 novembre 2005  | CSS                 |
| 526191 - | 2005 WY90                | 24 ottobre 2005   | Spacewatch          |
| 526192 - | 2005 WO95                | 26 novembre 2005  | Spacewatch          |
| 526193 - | 2005 WD102               | 29 novembre 2005  | LINEAR              |
| 526194 - | 2005 WQ115               | 29 ottobre 2005   | Spacewatch          |
| 526195 - | 2005 WP116               | 30 novembre 2005  | Spacewatch          |
| 526196 - | 2005 WV121               | 4 novembre 2005   | Mount Lemmon Survey |
| 526197 - | 2005 WP122               | 25 novembre 2005  | Mount Lemmon Survey |
| 526198 - | 2005 WM125               | 25 novembre 2005  | Mount Lemmon Survey |
| 526199 - | 2005 WN132               | 25 novembre 2005  | Mount Lemmon Survey |
| 526200 - | 2005 WQ139               | 26 novembre 2005  | Mount Lemmon Survey |

## 526201–526300
| Nome     | Designazione provvisoria | Data di scoperta  | Scopritore          |
| -------- | ------------------------ | ----------------- | ------------------- |
| 526201 - | 2005 WC142               | 1º ottobre 2005   | Spacewatch          |
| 526202 - | 2005 WZ143               | 22 novembre 2005  | Spacewatch          |
| 526203 - | 2005 WF151               | 28 novembre 2005  | LINEAR              |
| 526204 - | 2005 WB159               | 28 novembre 2005  | LINEAR              |
| 526205 - | 2005 WJ176               | 30 novembre 2005  | Spacewatch          |
| 526206 - | 2005 WD183               | 2 novembre 2005   | LINEAR              |
| 526207 - | 2005 WF190               | 5 novembre 2005   | CSS                 |
| 526208 - | 2005 WT191               | 25 novembre 2005  | CSS                 |
| 526209 - | 2005 WG192               | 31 ottobre 2005   | CSS                 |
| 526210 - | 2005 WL192               | 25 ottobre 2005   | Mount Lemmon Survey |
| 526211 - | 2005 XA12                | 1º dicembre 2005  | LINEAR              |
| 526212 - | 2005 XW21                | 21 novembre 2005  | CSS                 |
| 526213 - | 2005 XD30                | 1º dicembre 2005  | Mount Lemmon Survey |
| 526214 - | 2005 XP30                | 1º dicembre 2005  | Spacewatch          |
| 526215 - | 2005 XE34                | 4 dicembre 2005   | Spacewatch          |
| 526216 - | 2005 XP34                | 1º dicembre 2005  | LINEAR              |
| 526217 - | 2005 XV36                | 4 dicembre 2005   | Spacewatch          |
| 526218 - | 2005 XT48                | 2 dicembre 2005   | Mount Lemmon Survey |
| 526219 - | 2005 XB50                | 2 dicembre 2005   | Spacewatch          |
| 526220 - | 2005 XU52                | 2 dicembre 2005   | Spacewatch          |
| 526221 - | 2005 XY58                | 3 dicembre 2005   | Spacewatch          |
| 526222 - | 2005 XM60                | 4 dicembre 2005   | Spacewatch          |
| 526223 - | 2005 XR70                | 6 dicembre 2005   | Spacewatch          |
| 526224 - | 2005 XZ80                | 7 dicembre 2005   | Spacewatch          |
| 526225 - | 2005 XY96                | 6 novembre 2005   | Mount Lemmon Survey |
| 526226 - | 2005 YN2                 | 30 settembre 2005 | Mount Lemmon Survey |
| 526227 - | 2005 YZ7                 | 22 dicembre 2005  | Spacewatch          |
| 526228 - | 2005 YP12                | 21 dicembre 2005  | Spacewatch          |
| 526229 - | 2005 YG13                | 22 dicembre 2005  | Spacewatch          |
| 526230 - | 2005 YU14                | 22 dicembre 2005  | Spacewatch          |
| 526231 - | 2005 YV14                | 22 dicembre 2005  | Spacewatch          |
| 526232 - | 2005 YF17                | 30 novembre 2005  | Mount Lemmon Survey |
| 526233 - | 2005 YA21                | 2 dicembre 2005   | Mount Lemmon Survey |
| 526234 - | 2005 YH25                | 24 dicembre 2005  | Spacewatch          |
| 526235 - | 2005 YV27                | 22 dicembre 2005  | Spacewatch          |
| 526236 - | 2005 YV34                | 24 dicembre 2005  | Spacewatch          |
| 526237 - | 2005 YF36                | 25 dicembre 2005  | Spacewatch          |
| 526238 - | 2005 YY36                | 25 dicembre 2005  | CSS                 |
| 526239 - | 2005 YG47                | 25 dicembre 2005  | Spacewatch          |
| 526240 - | 2005 YL59                | 26 dicembre 2005  | Mount Lemmon Survey |
| 526241 - | 2005 YV64                | 30 ottobre 2005   | Mount Lemmon Survey |
| 526242 - | 2005 YU82                | 24 dicembre 2005  | Spacewatch          |
| 526243 - | 2005 YM84                | 24 dicembre 2005  | Spacewatch          |
| 526244 - | 2005 YR92                | 2 dicembre 2005   | Mount Lemmon Survey |
| 526245 - | 2005 YA93                | 27 dicembre 2005  | Spacewatch          |
| 526246 - | 2005 YG97                | 24 dicembre 2005  | Spacewatch          |
| 526247 - | 2005 YY97                | 24 dicembre 2005  | Spacewatch          |
| 526248 - | 2005 YD98                | 2 dicembre 2005   | Mount Lemmon Survey |
| 526249 - | 2005 YW114               | 25 dicembre 2005  | Spacewatch          |
| 526250 - | 2005 YB115               | 25 dicembre 2005  | Spacewatch          |
| 526251 - | 2005 YY117               | 25 dicembre 2005  | Spacewatch          |
| 526252 - | 2005 YO124               | 26 dicembre 2005  | Spacewatch          |
| 526253 - | 2005 YV124               | 26 dicembre 2005  | Spacewatch          |
| 526254 - | 2005 YZ125               | 26 dicembre 2005  | Spacewatch          |
| 526255 - | 2005 YP128               | 30 dicembre 2005  | Mount Lemmon Survey |
| 526256 - | 2005 YW128               | 5 dicembre 2005   | LINEAR              |
| 526257 - | 2005 YT135               | 26 dicembre 2005  | Spacewatch          |
| 526258 - | 2005 YS137               | 26 dicembre 2005  | Spacewatch          |
| 526259 - | 2005 YH140               | 28 dicembre 2005  | Mount Lemmon Survey |
| 526260 - | 2005 YU158               | 27 dicembre 2005  | Spacewatch          |
| 526261 - | 2005 YS166               | 27 dicembre 2005  | Spacewatch          |
| 526262 - | 2005 YV166               | 1º dicembre 2005  | Mount Lemmon Survey |
| 526263 - | 2005 YM172               | 23 dicembre 2005  | CSS                 |
| 526264 - | 2005 YQ180               | 12 novembre 2005  | Spacewatch          |
| 526265 - | 2005 YF188               | 28 dicembre 2005  | Spacewatch          |
| 526266 - | 2005 YG193               | 30 dicembre 2005  | Spacewatch          |
| 526267 - | 2005 YR193               | 30 dicembre 2005  | Spacewatch          |
| 526268 - | 2005 YH196               | 24 dicembre 2005  | Spacewatch          |
| 526269 - | 2005 YX202               | 5 dicembre 2005   | Mount Lemmon Survey |
| 526270 - | 2005 YD207               | 30 novembre 2005  | Mount Lemmon Survey |
| 526271 - | 2005 YO230               | 26 dicembre 2005  | Spacewatch          |
| 526272 - | 2006 AD13                | 30 novembre 2005  | Spacewatch          |
| 526273 - | 2006 AY33                | 6 gennaio 2006    | CSS                 |
| 526274 - | 2006 AF35                | 4 gennaio 2006    | Spacewatch          |
| 526275 - | 2006 AS37                | 25 dicembre 2005  | Mount Lemmon Survey |
| 526276 - | 2006 AW46                | 2 dicembre 2005   | Mount Lemmon Survey |
| 526277 - | 2006 AX53                | 5 gennaio 2006    | Spacewatch          |
| 526278 - | 2006 AE60                | 5 gennaio 2006    | Spacewatch          |
| 526279 - | 2006 AK60                | 28 dicembre 2005  | Spacewatch          |
| 526280 - | 2006 AP64                | 8 gennaio 2006    | Spacewatch          |
| 526281 - | 2006 AX69                | 28 dicembre 2005  | Mount Lemmon Survey |
| 526282 - | 2006 AA89                | 5 gennaio 2006    | Mount Lemmon Survey |
| 526283 - | 2006 AA90                | 5 gennaio 2006    | Mount Lemmon Survey |
| 526284 - | 2006 AB90                | 5 gennaio 2006    | Mount Lemmon Survey |
| 526285 - | 2006 AE100               | 24 dicembre 2005  | Spacewatch          |
| 526286 - | 2006 AY107               | 4 gennaio 2006    | Spacewatch          |
| 526287 - | 2006 AD108               | 7 gennaio 2006    | Mount Lemmon Survey |
| 526288 - | 2006 AL108               | 7 gennaio 2006    | Mount Lemmon Survey |
| 526289 - | 2006 BT10                | 20 gennaio 2006   | Spacewatch          |
| 526290 - | 2006 BE13                | 21 gennaio 2006   | Mount Lemmon Survey |
| 526291 - | 2006 BQ13                | 25 agosto 2004    | Spacewatch          |
| 526292 - | 2006 BQ16                | 24 dicembre 2005  | Spacewatch          |
| 526293 - | 2006 BL20                | 25 dicembre 2005  | Mount Lemmon Survey |
| 526294 - | 2006 BX30                | 20 gennaio 2006   | Spacewatch          |
| 526295 - | 2006 BE43                | 23 gennaio 2006   | Spacewatch          |
| 526296 - | 2006 BD52                | 25 gennaio 2006   | Spacewatch          |
| 526297 - | 2006 BE63                | 21 gennaio 2006   | Spacewatch          |
| 526298 - | 2006 BP64                | 22 gennaio 2006   | Mount Lemmon Survey |
| 526299 - | 2006 BY69                | 23 gennaio 2006   | Spacewatch          |
| 526300 - | 2006 BJ74                | 23 gennaio 2006   | Spacewatch          |

## 526301–526400
| Nome     | Designazione provvisoria | Data di scoperta  | Scopritore          |
| -------- | ------------------------ | ----------------- | ------------------- |
| 526301 - | 2006 BZ79                | 23 gennaio 2006   | Spacewatch          |
| 526302 - | 2006 BZ86                | 25 gennaio 2006   | Spacewatch          |
| 526303 - | 2006 BJ88                | 25 gennaio 2006   | Spacewatch          |
| 526304 - | 2006 BJ90                | 25 gennaio 2006   | Spacewatch          |
| 526305 - | 2006 BB91                | 8 gennaio 2006    | Mount Lemmon Survey |
| 526306 - | 2006 BC95                | 26 gennaio 2006   | Spacewatch          |
| 526307 - | 2006 BP97                | 27 gennaio 2006   | Mount Lemmon Survey |
| 526308 - | 2006 BF100               | 10 gennaio 2006   | Spacewatch          |
| 526309 - | 2006 BS113               | 25 gennaio 2006   | Spacewatch          |
| 526310 - | 2006 BF126               | 26 gennaio 2006   | Spacewatch          |
| 526311 - | 2006 BE137               | 5 gennaio 2006    | Mount Lemmon Survey |
| 526312 - | 2006 BO141               | 25 gennaio 2006   | Spacewatch          |
| 526313 - | 2006 BW150               | 9 gennaio 2006    | Spacewatch          |
| 526314 - | 2006 BS156               | 25 gennaio 2006   | Spacewatch          |
| 526315 - | 2006 BZ167               | 9 gennaio 2006    | Mount Lemmon Survey |
| 526316 - | 2006 BH169               | 26 gennaio 2006   | Spacewatch          |
| 526317 - | 2006 BO169               | 26 gennaio 2006   | Mount Lemmon Survey |
| 526318 - | 2006 BG175               | 27 gennaio 2006   | Spacewatch          |
| 526319 - | 2006 BA186               | 28 gennaio 2006   | Mount Lemmon Survey |
| 526320 - | 2006 BL202               | 23 gennaio 2006   | Spacewatch          |
| 526321 - | 2006 BK206               | 31 gennaio 2006   | Mount Lemmon Survey |
| 526322 - | 2006 BU211               | 31 gennaio 2006   | Spacewatch          |
| 526323 - | 2006 BP213               | 22 gennaio 2006   | CSS                 |
| 526324 - | 2006 BB217               | 27 gennaio 2006   | LONEOS              |
| 526325 - | 2006 BD222               | 7 gennaio 2006    | Mount Lemmon Survey |
| 526326 - | 2006 BA228               | 30 gennaio 2006   | Spacewatch          |
| 526327 - | 2006 BJ236               | 23 gennaio 2006   | Spacewatch          |
| 526328 - | 2006 BC239               | 2 gennaio 2006    | Mount Lemmon Survey |
| 526329 - | 2006 BJ270               | 8 gennaio 2006    | Mount Lemmon Survey |
| 526330 - | 2006 BH278               | 22 gennaio 2006   | Mount Lemmon Survey |
| 526331 - | 2006 BF286               | 22 gennaio 2006   | Mount Lemmon Survey |
| 526332 - | 2006 BJ286               | 22 gennaio 2006   | Mount Lemmon Survey |
| 526333 - | 2006 BK286               | 23 gennaio 2006   | Mount Lemmon Survey |
| 526334 - | 2006 BL286               | 23 gennaio 2006   | Mount Lemmon Survey |
| 526335 - | 2006 BO286               | 28 gennaio 2006   | LONEOS              |
| 526336 - | 2006 CP                  | 3 febbraio 2006   | LINEAR              |
| 526337 - | 2006 CU3                 | 9 gennaio 2006    | Spacewatch          |
| 526338 - | 2006 CO23                | 2 febbraio 2006   | Spacewatch          |
| 526339 - | 2006 CQ23                | 25 gennaio 2006   | Spacewatch          |
| 526340 - | 2006 CX24                | 22 gennaio 2006   | Mount Lemmon Survey |
| 526341 - | 2006 CG27                | 22 gennaio 2006   | Mount Lemmon Survey |
| 526342 - | 2006 CE32                | 2 febbraio 2006   | Spacewatch          |
| 526343 - | 2006 CG44                | 22 gennaio 2006   | Mount Lemmon Survey |
| 526344 - | 2006 CX45                | 22 gennaio 2006   | Mount Lemmon Survey |
| 526345 - | 2006 CS50                | 22 gennaio 2006   | Mount Lemmon Survey |
| 526346 - | 2006 CH64                | 22 gennaio 2006   | Mount Lemmon Survey |
| 526347 - | 2006 CV64                | 30 novembre 2005  | Spacewatch          |
| 526348 - | 2006 CX64                | 7 dicembre 2005   | Spacewatch          |
| 526349 - | 2006 CD71                | 9 settembre 2008  | Mount Lemmon Survey |
| 526350 - | 2006 CK81                | 8 gennaio 2006    | Mount Lemmon Survey |
| 526351 - | 2006 DP23                | 20 febbraio 2006  | Spacewatch          |
| 526352 - | 2006 DO24                | 4 febbraio 2006   | Spacewatch          |
| 526353 - | 2006 DY26                | 20 febbraio 2006  | Spacewatch          |
| 526354 - | 2006 DU36                | 7 febbraio 2006   | Mount Lemmon Survey |
| 526355 - | 2006 DN45                | 30 gennaio 2006   | Spacewatch          |
| 526356 - | 2006 DW68                | 1º febbraio 2006  | CSS                 |
| 526357 - | 2006 DF73                | 22 febbraio 2006  | LONEOS              |
| 526358 - | 2006 DS89                | 24 febbraio 2006  | Mount Lemmon Survey |
| 526359 - | 2006 DW91                | 24 febbraio 2006  | Mount Lemmon Survey |
| 526360 - | 2006 DX92                | 24 febbraio 2006  | Spacewatch          |
| 526361 - | 2006 DF95                | 24 febbraio 2006  | Spacewatch          |
| 526362 - | 2006 DK98                | 25 febbraio 2006  | Spacewatch          |
| 526363 - | 2006 DH107               | 25 febbraio 2006  | Mount Lemmon Survey |
| 526364 - | 2006 DB108               | 25 febbraio 2006  | Spacewatch          |
| 526365 - | 2006 DL112               | 27 febbraio 2006  | Mount Lemmon Survey |
| 526366 - | 2006 DU117               | 27 febbraio 2006  | Spacewatch          |
| 526367 - | 2006 DV121               | 22 febbraio 2006  | LONEOS              |
| 526368 - | 2006 DD124               | 6 febbraio 2006   | Spacewatch          |
| 526369 - | 2006 DK134               | 31 gennaio 2006   | Spacewatch          |
| 526370 - | 2006 DX136               | 25 febbraio 2006  | Spacewatch          |
| 526371 - | 2006 DC142               | 25 febbraio 2006  | Spacewatch          |
| 526372 - | 2006 DJ205               | 31 gennaio 2006   | Spacewatch          |
| 526373 - | 2006 DZ205               | 2 febbraio 2006   | Mount Lemmon Survey |
| 526374 - | 2006 DM213               | 26 gennaio 2006   | Mount Lemmon Survey |
| 526375 - | 2006 DM216               | 20 febbraio 2006  | Spacewatch          |
| 526376 - | 2006 DG219               | 12 settembre 2004 | Spacewatch          |
| 526377 - | 2006 DN219               | 25 febbraio 2006  | Spacewatch          |
| 526378 - | 2006 EL7                 | 24 febbraio 2006  | Spacewatch          |
| 526379 - | 2006 EJ15                | 2 marzo 2006      | Spacewatch          |
| 526380 - | 2006 EH18                | 2 marzo 2006      | Spacewatch          |
| 526381 - | 2006 EJ31                | 3 marzo 2006      | Spacewatch          |
| 526382 - | 2006 EE45                | 4 marzo 2006      | CSS                 |
| 526383 - | 2006 EQ46                | 7 gennaio 2006    | Mount Lemmon Survey |
| 526384 - | 2006 EE66                | 5 marzo 2006      | LONEOS              |
| 526385 - | 2006 FP15                | 12 aprile 2002    | LINEAR              |
| 526386 - | 2006 FK30                | 25 marzo 2006     | Farpoint Obs.       |
| 526387 - | 2006 FG42                | 26 marzo 2006     | Spacewatch          |
| 526388 - | 2006 FW55                | 25 marzo 2006     | Mount Lemmon Survey |
| 526389 - | 2006 FG56                | 26 marzo 2006     | Mount Lemmon Survey |
| 526390 - | 2006 GW30                | 2 aprile 2006     | CSS                 |
| 526391 - | 2006 GT31                | 4 aprile 2006     | Farpoint Obs.       |
| 526392 - | 2006 GM37                | 4 aprile 2006     | Q.-z. Ye            |
| 526393 - | 2006 GY37                | 8 aprile 2006     | LONEOS              |
| 526394 - | 2006 GJ39                | 2 aprile 2006     | Spacewatch          |
| 526395 - | 2006 GV55                | 9 aprile 2006     | Mount Lemmon Survey |
| 526396 - | 2006 HL4                 | 19 aprile 2006    | Mount Lemmon Survey |
| 526397 - | 2006 HL7                 | 24 marzo 2006     | Spacewatch          |
| 526398 - | 2006 HK35                | 19 aprile 2006    | Mount Lemmon Survey |
| 526399 - | 2006 HH40                | 21 aprile 2006    | Spacewatch          |
| 526400 - | 2006 HN48                | 24 aprile 2006    | Spacewatch          |

## 526401–526500
| Nome                 | Designazione provvisoria | Data di scoperta  | Scopritore          |
| -------------------- | ------------------------ | ----------------- | ------------------- |
| 526401 -             | 2006 HR52                | 18 aprile 2006    | CSS                 |
| 526402 -             | 2006 HP74                | 25 aprile 2006    | Spacewatch          |
| 526403 -             | 2006 HN81                | 26 aprile 2006    | Spacewatch          |
| 526404 -             | 2006 HZ98                | 30 aprile 2006    | Spacewatch          |
| 526405 -             | 2006 HO113               | 25 aprile 2006    | Spacewatch          |
| 526406 -             | 2006 HL114               | 26 aprile 2006    | Spacewatch          |
| 526407 -             | 2006 HP114               | 7 aprile 2006     | Spacewatch          |
| 526408 -             | 2006 HS130               | 26 aprile 2006    | M. W. Buie          |
| 526409 -             | 2006 HX154               | 20 aprile 2006    | Spacewatch          |
| 526410 -             | 2006 HZ154               | 26 aprile 2006    | Spacewatch          |
| 526411 -             | 2006 HA155               | 26 aprile 2006    | Spacewatch          |
| 526412 -             | 2006 HC155               | 19 aprile 2006    | Mount Lemmon Survey |
| 526413 -             | 2006 HE155               | 24 aprile 2006    | Mount Lemmon Survey |
| 526414 -             | 2006 JR4                 | 8 aprile 2006     | Spacewatch          |
| 526415 -             | 2006 JM7                 | 1º maggio 2006    | Spacewatch          |
| 526416 -             | 2006 JB13                | 1º maggio 2006    | Spacewatch          |
| 526417 -             | 2006 JC18                | 2 maggio 2006     | Mount Lemmon Survey |
| 526418 -             | 2006 JF20                | 24 aprile 2006    | Spacewatch          |
| 526419 -             | 2006 JB22                | 2 maggio 2006     | Spacewatch          |
| 526420 -             | 2006 JL24                | 4 maggio 2006     | Mount Lemmon Survey |
| 526421 -             | 2006 JT39                | 26 aprile 2006    | Mount Lemmon Survey |
| 526422 -             | 2006 JL50                | 19 aprile 2006    | Spacewatch          |
| 526423 -             | 2006 JS61                | 9 aprile 2006     | Spacewatch          |
| 526424 -             | 2006 JD63                | 7 febbraio 2006   | Spacewatch          |
| 526425 -             | 2006 JK82                | 2 maggio 2006     | Mount Lemmon Survey |
| 526426 -             | 2006 JN82                | 6 maggio 2006     | Mount Lemmon Survey |
| 526427 -             | 2006 JO82                | 7 maggio 2006     | Mount Lemmon Survey |
| 526428 -             | 2006 KX11                | 20 maggio 2006    | Spacewatch          |
| 526429 -             | 2006 KU12                | 20 maggio 2006    | Spacewatch          |
| 526430 -             | 2006 KZ17                | 21 maggio 2006    | Spacewatch          |
| 526431 -             | 2006 KF21                | 21 maggio 2006    | Spacewatch          |
| 526432 -             | 2006 KG23                | 16 maggio 2006    | SSS                 |
| 526433 -             | 2006 KQ45                | 21 maggio 2006    | Mount Lemmon Survey |
| 526434 -             | 2006 KB47                | 21 maggio 2006    | Mount Lemmon Survey |
| 526435 -             | 2006 KY47                | 21 maggio 2006    | Spacewatch          |
| 526436 -             | 2006 KS52                | 7 maggio 2006     | Mount Lemmon Survey |
| 526437 -             | 2006 KQ61                | 22 maggio 2006    | Spacewatch          |
| 526438 -             | 2006 KB68                | 20 maggio 2006    | Spacewatch          |
| 526439 -             | 2006 KO74                | 9 maggio 2006     | Mount Lemmon Survey |
| 526440 -             | 2006 KZ74                | 23 maggio 2006    | Spacewatch          |
| 526441 -             | 2006 KE88                | 6 maggio 2006     | Mount Lemmon Survey |
| 526442 -             | 2006 KU91                | 30 aprile 2006    | Spacewatch          |
| 526443 -             | 2006 KH111               | 17 gennaio 2005   | Spacewatch          |
| 526444 -             | 2006 KC122               | 4 maggio 2006     | SSS                 |
| 526445 -             | 2006 KH123               | 25 maggio 2006    | Spacewatch          |
| 526446 -             | 2006 KE146               | 25 maggio 2006    | Mount Lemmon Survey |
| 526447 -             | 2006 MM10                | 18 giugno 2006    | Spacewatch          |
| 526448 -             | 2006 OM6                 | 21 luglio 2006    | Mount Lemmon Survey |
| 526449 -             | 2006 OH15                | 31 luglio 2006    | SSS                 |
| 526450 -             | 2006 OY21                | 21 luglio 2006    | Mount Lemmon Survey |
| 526451 -             | 2006 OK38                | 18 luglio 2006    | Mount Lemmon Survey |
| 526452 -             | 2006 PE14                | 14 agosto 2006    | SSS                 |
| 526453 -             | 2006 PO19                | 13 agosto 2006    | NEAT                |
| 526454 -             | 2006 PH22                | 19 giugno 2006    | Mount Lemmon Survey |
| 526455 -             | 2006 QJ5                 | 19 agosto 2006    | Spacewatch          |
| 526456 -             | 2006 QO37                | 19 gennaio 2004   | Spacewatch          |
| 526457 -             | 2006 QY39                | 24 agosto 2006    | Montagna pistoiese  |
| 526458 -             | 2006 QR49                | 22 agosto 2006    | NEAT                |
| 526459 -             | 2006 QV84                | 27 agosto 2006    | Spacewatch          |
| 526460 Ceciliakoocen | 2006 QY89                | 28 agosto 2006    | H.-C. Lin, Q.-z. Ye |
| 526461 -             | 2006 QR95                | 16 agosto 2006    | NEAT                |
| 526462 -             | 2006 QG121               | 29 agosto 2006    | CSS                 |
| 526463 -             | 2006 QU121               | 29 agosto 2006    | Spacewatch          |
| 526464 -             | 2006 QX129               | 19 agosto 2006    | NEAT                |
| 526465 -             | 2006 QC135               | 18 agosto 2006    | Spacewatch          |
| 526466 -             | 2006 QW149               | 19 agosto 2006    | Spacewatch          |
| 526467 -             | 2006 QJ151               | 19 agosto 2006    | Spacewatch          |
| 526468 -             | 2006 QP154               | 21 agosto 2006    | LINEAR              |
| 526469 -             | 2006 QQ154               | 18 agosto 2006    | NEAT                |
| 526470 -             | 2006 QX168               | 30 agosto 2006    | LONEOS              |
| 526471 -             | 2006 QU185               | 28 agosto 2006    | Spacewatch          |
| 526472 -             | 2006 QB188               | 28 agosto 2006    | Spacewatch          |
| 526473 -             | 2006 QE188               | 28 agosto 2006    | Spacewatch          |
| 526474 -             | 2006 QH188               | 27 agosto 2006    | Spacewatch          |
| 526475 -             | 2006 QJ188               | 27 agosto 2006    | Spacewatch          |
| 526476 -             | 2006 QL188               | 19 agosto 2006    | Spacewatch          |
| 526477 -             | 2006 QO188               | 28 agosto 2006    | CSS                 |
| 526478 -             | 2006 RM2                 | 11 settembre 2006 | W. Bickel           |
| 526479 -             | 2006 RL13                | 14 settembre 2006 | Spacewatch          |
| 526480 -             | 2006 RB14                | 25 maggio 2006    | Mount Lemmon Survey |
| 526481 -             | 2006 RF14                | 30 agosto 2006    | LONEOS              |
| 526482 -             | 2006 RE18                | 14 settembre 2006 | Spacewatch          |
| 526483 -             | 2006 RB22                | 29 agosto 2006    | CSS                 |
| 526484 -             | 2006 RG30                | 25 maggio 2006    | Mount Lemmon Survey |
| 526485 -             | 2006 RH42                | 14 settembre 2006 | Spacewatch          |
| 526486 -             | 2006 RU72                | 15 settembre 2006 | Spacewatch          |
| 526487 -             | 2006 RL84                | 15 settembre 2006 | Spacewatch          |
| 526488 -             | 2006 RN91                | 15 settembre 2006 | Spacewatch          |
| 526489 -             | 2006 RC92                | 15 settembre 2006 | Spacewatch          |
| 526490 -             | 2006 RM98                | 14 settembre 2006 | NEAT                |
| 526491 -             | 2006 RW101               | 14 settembre 2006 | CSS                 |
| 526492 Theaket       | 2006 RQ109               | 14 settembre 2006 | J. Masiero          |
| 526493 -             | 2006 RK121               | 15 settembre 2006 | Spacewatch          |
| 526494 -             | 2006 RC123               | 14 settembre 2006 | Spacewatch          |
| 526495 -             | 2006 SL2                 | 16 settembre 2006 | CSS                 |
| 526496 -             | 2006 SA3                 | 16 settembre 2006 | CSS                 |
| 526497 -             | 2006 SU25                | 16 settembre 2006 | LONEOS              |
| 526498 -             | 2006 SU26                | 16 settembre 2006 | LONEOS              |
| 526499 -             | 2006 SJ30                | 29 agosto 2006    | Spacewatch          |
| 526500 -             | 2006 SO45                | 18 settembre 2006 | CSS                 |

## 526501–526600
| Nome     | Designazione provvisoria | Data di scoperta  | Scopritore          |
| -------- | ------------------------ | ----------------- | ------------------- |
| 526501 - | 2006 SG50                | 21 agosto 2006    | Spacewatch          |
| 526502 - | 2006 SL58                | 19 settembre 2006 | Spacewatch          |
| 526503 - | 2006 ST58                | 20 settembre 2006 | Spacewatch          |
| 526504 - | 2006 SK67                | 19 settembre 2006 | Spacewatch          |
| 526505 - | 2006 SF68                | 19 settembre 2006 | Spacewatch          |
| 526506 - | 2006 SG72                | 19 settembre 2006 | Spacewatch          |
| 526507 - | 2006 SS90                | 18 settembre 2006 | Spacewatch          |
| 526508 - | 2006 SN98                | 18 settembre 2006 | Spacewatch          |
| 526509 - | 2006 SP100               | 19 settembre 2006 | Spacewatch          |
| 526510 - | 2006 SG102               | 19 settembre 2006 | Spacewatch          |
| 526511 - | 2006 SD106               | 19 settembre 2006 | Spacewatch          |
| 526512 - | 2006 SV109               | 28 agosto 2006    | Spacewatch          |
| 526513 - | 2006 SS124               | 20 settembre 2006 | LONEOS              |
| 526514 - | 2006 SG127               | 24 settembre 2006 | LONEOS              |
| 526515 - | 2006 SM129               | 18 settembre 2006 | LONEOS              |
| 526516 - | 2006 ST139               | 14 settembre 2006 | CSS                 |
| 526517 - | 2006 SY139               | 14 settembre 2006 | CSS                 |
| 526518 - | 2006 SZ139               | 22 settembre 2006 | CSS                 |
| 526519 - | 2006 SU142               | 19 settembre 2006 | Spacewatch          |
| 526520 - | 2006 SV143               | 19 settembre 2006 | Spacewatch          |
| 526521 - | 2006 SO150               | 19 settembre 2006 | Spacewatch          |
| 526522 - | 2006 SO152               | 19 settembre 2006 | Spacewatch          |
| 526523 - | 2006 SJ158               | 23 settembre 2006 | Spacewatch          |
| 526524 - | 2006 SB159               | 23 settembre 2006 | Spacewatch          |
| 526525 - | 2006 SL162               | 18 settembre 2006 | Spacewatch          |
| 526526 - | 2006 SX166               | 25 settembre 2006 | Spacewatch          |
| 526527 - | 2006 SM175               | 25 settembre 2006 | Mount Lemmon Survey |
| 526528 - | 2006 SD182               | 25 settembre 2006 | Spacewatch          |
| 526529 - | 2006 SO184               | 25 settembre 2006 | Spacewatch          |
| 526530 - | 2006 ST186               | 25 settembre 2006 | Mount Lemmon Survey |
| 526531 - | 2006 SX194               | 19 settembre 2006 | Spacewatch          |
| 526532 - | 2006 SB202               | 26 febbraio 2014  | Pan-STARRS          |
| 526533 - | 2006 SU213               | 27 settembre 2006 | CSS                 |
| 526534 - | 2006 SB224               | 25 settembre 2006 | Mount Lemmon Survey |
| 526535 - | 2006 SF239               | 18 settembre 2006 | Spacewatch          |
| 526536 - | 2006 SR246               | 26 settembre 2006 | Mount Lemmon Survey |
| 526537 - | 2006 SK248               | 26 settembre 2006 | Spacewatch          |
| 526538 - | 2006 SK254               | 26 settembre 2006 | Mount Lemmon Survey |
| 526539 - | 2006 SW257               | 26 settembre 2006 | Spacewatch          |
| 526540 - | 2006 SJ261               | 26 settembre 2006 | Spacewatch          |
| 526541 - | 2006 SO263               | 26 settembre 2006 | Spacewatch          |
| 526542 - | 2006 SX263               | 26 settembre 2006 | Spacewatch          |
| 526543 - | 2006 SH271               | 27 settembre 2006 | Mount Lemmon Survey |
| 526544 - | 2006 SQ281               | 21 luglio 2006    | Mount Lemmon Survey |
| 526545 - | 2006 SY296               | 17 settembre 2006 | CSS                 |
| 526546 - | 2006 SR297               | 25 settembre 2006 | Mount Lemmon Survey |
| 526547 - | 2006 SY297               | 14 settembre 2006 | Spacewatch          |
| 526548 - | 2006 SM298               | 25 settembre 2006 | Mount Lemmon Survey |
| 526549 - | 2006 SE308               | 17 settembre 2006 | Spacewatch          |
| 526550 - | 2006 SF313               | 27 settembre 2006 | Spacewatch          |
| 526551 - | 2006 SQ313               | 27 settembre 2006 | Spacewatch          |
| 526552 - | 2006 SK326               | 19 settembre 2006 | Spacewatch          |
| 526553 - | 2006 SR329               | 19 settembre 2006 | Spacewatch          |
| 526554 - | 2006 SL330               | 28 settembre 2006 | Spacewatch          |
| 526555 - | 2006 SD333               | 18 settembre 2006 | Spacewatch          |
| 526556 - | 2006 SV346               | 28 settembre 2006 | Mount Lemmon Survey |
| 526557 - | 2006 SG347               | 28 settembre 2006 | Spacewatch          |
| 526558 - | 2006 SS347               | 18 settembre 2006 | Spacewatch          |
| 526559 - | 2006 SW349               | 16 settembre 2006 | CSS                 |
| 526560 - | 2006 SP364               | 28 settembre 2006 | Mount Lemmon Survey |
| 526561 - | 2006 SS376               | 17 settembre 2006 | A. C. Becker        |
| 526562 - | 2006 SE382               | 28 settembre 2006 | A. C. Becker        |
| 526563 - | 2006 SY398               | 17 settembre 2006 | Spacewatch          |
| 526564 - | 2006 SZ398               | 17 settembre 2006 | CSS                 |
| 526565 - | 2006 SF400               | 19 settembre 2006 | Spacewatch          |
| 526566 - | 2006 SG404               | 30 settembre 2006 | Mount Lemmon Survey |
| 526567 - | 2006 SZ404               | 28 settembre 2006 | Mount Lemmon Survey |
| 526568 - | 2006 SN405               | 20 settembre 2006 | Spacewatch          |
| 526569 - | 2006 SS415               | 30 settembre 2006 | Mount Lemmon Survey |
| 526570 - | 2006 SA416               | 16 settembre 2006 | Spacewatch          |
| 526571 - | 2006 SG416               | 19 settembre 2006 | Spacewatch          |
| 526572 - | 2006 SC422               | 17 settembre 2006 | Spacewatch          |
| 526573 - | 2006 SF422               | 30 settembre 2006 | Mount Lemmon Survey |
| 526574 - | 2006 SM422               | 17 settembre 2006 | CSS                 |
| 526575 - | 2006 SP422               | 21 agosto 2006    | Spacewatch          |
| 526576 - | 2006 SS422               | 15 ottobre 2001   | Spacewatch          |
| 526577 - | 2006 SW422               | 17 settembre 2006 | CSS                 |
| 526578 - | 2006 SB423               | 25 settembre 2006 | Mount Lemmon Survey |
| 526579 - | 2006 SG423               | 26 settembre 2006 | Mount Lemmon Survey |
| 526580 - | 2006 SK423               | 26 settembre 2006 | Mount Lemmon Survey |
| 526581 - | 2006 SV423               | 28 settembre 2006 | Mount Lemmon Survey |
| 526582 - | 2006 SB424               | 28 settembre 2006 | Mount Lemmon Survey |
| 526583 - | 2006 SC424               | 28 settembre 2006 | Mount Lemmon Survey |
| 526584 - | 2006 SJ424               | 30 settembre 2006 | Mount Lemmon Survey |
| 526585 - | 2006 SL424               | 30 settembre 2006 | Mount Lemmon Survey |
| 526586 - | 2006 SU424               | 24 settembre 2006 | LONEOS              |
| 526587 - | 2006 TB                  | 1º ottobre 2006   | SSS                 |
| 526588 - | 2006 TQ3                 | 2 ottobre 2006    | Mount Lemmon Survey |
| 526589 - | 2006 TB4                 | 2 ottobre 2006    | Mount Lemmon Survey |
| 526590 - | 2006 TF9                 | 11 ottobre 2006   | Spacewatch          |
| 526591 - | 2006 TL13                | 10 ottobre 2006   | NEAT                |
| 526592 - | 2006 TY14                | 26 settembre 2006 | Spacewatch          |
| 526593 - | 2006 TE15                | 11 ottobre 2006   | Spacewatch          |
| 526594 - | 2006 TR17                | 2 ottobre 2006    | Mount Lemmon Survey |
| 526595 - | 2006 TK24                | 12 ottobre 2006   | Spacewatch          |
| 526596 - | 2006 TX27                | 4 ottobre 2006    | Mount Lemmon Survey |
| 526597 - | 2006 TG34                | 12 ottobre 2006   | Spacewatch          |
| 526598 - | 2006 TQ34                | 30 settembre 2006 | Mount Lemmon Survey |
| 526599 - | 2006 TT35                | 12 ottobre 2006   | Spacewatch          |
| 526600 - | 2006 TN44                | 26 settembre 2006 | Mount Lemmon Survey |

## 526601–526700
| Nome     | Designazione provvisoria | Data di scoperta  | Scopritore          |
| -------- | ------------------------ | ----------------- | ------------------- |
| 526601 - | 2006 TD47                | 12 ottobre 2006   | Spacewatch          |
| 526602 - | 2006 TC53                | 12 ottobre 2006   | Spacewatch          |
| 526603 - | 2006 TU79                | 13 ottobre 2006   | Spacewatch          |
| 526604 - | 2006 TT82                | 13 ottobre 2006   | Spacewatch          |
| 526605 - | 2006 TD83                | 13 ottobre 2006   | Spacewatch          |
| 526606 - | 2006 TR84                | 2 ottobre 2006    | Mount Lemmon Survey |
| 526607 - | 2006 TM85                | 13 ottobre 2006   | Spacewatch          |
| 526608 - | 2006 TS87                | 2 ottobre 2006    | Mount Lemmon Survey |
| 526609 - | 2006 TC92                | 13 ottobre 2006   | Spacewatch          |
| 526610 - | 2006 TD96                | 28 settembre 2006 | CSS                 |
| 526611 - | 2006 TB98                | 18 settembre 2006 | Spacewatch          |
| 526612 - | 2006 TR98                | 15 ottobre 2006   | Spacewatch          |
| 526613 - | 2006 TR99                | 18 settembre 2006 | Spacewatch          |
| 526614 - | 2006 TF100               | 2 ottobre 2006    | Mount Lemmon Survey |
| 526615 - | 2006 TJ101               | 28 settembre 2006 | Mount Lemmon Survey |
| 526616 - | 2006 TP101               | 15 ottobre 2006   | Spacewatch          |
| 526617 - | 2006 TU102               | 2 ottobre 2006    | Mount Lemmon Survey |
| 526618 - | 2006 TS104               | 30 settembre 2006 | Mount Lemmon Survey |
| 526619 - | 2006 TM105               | 15 ottobre 2006   | Spacewatch          |
| 526620 - | 2006 TD122               | 13 ottobre 2006   | Spacewatch          |
| 526621 - | 2006 TT127               | 11 ottobre 2006   | Spacewatch          |
| 526622 - | 2006 TW128               | 2 ottobre 2006    | Mount Lemmon Survey |
| 526623 - | 2006 TB132               | 2 ottobre 2006    | CSS                 |
| 526624 - | 2006 TH132               | 2 ottobre 2006    | Mount Lemmon Survey |
| 526625 - | 2006 TT132               | 28 dicembre 2003  | Spacewatch          |
| 526626 - | 2006 TJ133               | 4 ottobre 2006    | Mount Lemmon Survey |
| 526627 - | 2006 TK133               | 4 ottobre 2006    | Mount Lemmon Survey |
| 526628 - | 2006 TP133               | 4 ottobre 2006    | Mount Lemmon Survey |
| 526629 - | 2006 UF11                | 17 ottobre 2006   | Mount Lemmon Survey |
| 526630 - | 2006 UK12                | 30 settembre 2006 | Mount Lemmon Survey |
| 526631 - | 2006 UW17                | 16 ottobre 2006   | Spacewatch          |
| 526632 - | 2006 UE19                | 25 settembre 2006 | Spacewatch          |
| 526633 - | 2006 UG36                | 30 settembre 2006 | Mount Lemmon Survey |
| 526634 - | 2006 UV36                | 27 settembre 2006 | Mount Lemmon Survey |
| 526635 - | 2006 UA44                | 16 ottobre 2006   | Spacewatch          |
| 526636 - | 2006 UA49                | 21 agosto 2006    | Spacewatch          |
| 526637 - | 2006 UA50                | 25 settembre 2006 | Spacewatch          |
| 526638 - | 2006 US50                | 17 ottobre 2006   | Spacewatch          |
| 526639 - | 2006 UN51                | 26 settembre 2006 | Mount Lemmon Survey |
| 526640 - | 2006 UF55                | 4 ottobre 2006    | Mount Lemmon Survey |
| 526641 - | 2006 UN57                | 30 settembre 2006 | Mount Lemmon Survey |
| 526642 - | 2006 UK66                | 16 ottobre 2006   | Spacewatch          |
| 526643 - | 2006 UF72                | 17 ottobre 2006   | Spacewatch          |
| 526644 - | 2006 UT72                | 26 settembre 2006 | Spacewatch          |
| 526645 - | 2006 UP74                | 17 ottobre 2006   | Spacewatch          |
| 526646 - | 2006 UQ81                | 17 ottobre 2006   | Mount Lemmon Survey |
| 526647 - | 2006 UB86                | 2 ottobre 2006    | Mount Lemmon Survey |
| 526648 - | 2006 UW89                | 17 ottobre 2006   | Spacewatch          |
| 526649 - | 2006 UZ95                | 18 ottobre 2006   | Spacewatch          |
| 526650 - | 2006 UC97                | 30 settembre 2006 | Mount Lemmon Survey |
| 526651 - | 2006 UN100               | 18 ottobre 2006   | Spacewatch          |
| 526652 - | 2006 UR107               | 30 settembre 2006 | Mount Lemmon Survey |
| 526653 - | 2006 UH110               | 21 agosto 2006    | Spacewatch          |
| 526654 - | 2006 UM110               | 19 ottobre 2006   | Spacewatch          |
| 526655 - | 2006 UK118               | 18 settembre 2006 | Spacewatch          |
| 526656 - | 2006 UN121               | 19 ottobre 2006   | Spacewatch          |
| 526657 - | 2006 UN130               | 19 ottobre 2006   | Spacewatch          |
| 526658 - | 2006 UJ131               | 27 settembre 2006 | Mount Lemmon Survey |
| 526659 - | 2006 UZ147               | 27 agosto 2006    | Spacewatch          |
| 526660 - | 2006 UU157               | 27 settembre 2006 | Spacewatch          |
| 526661 - | 2006 UD168               | 21 ottobre 2006   | Mount Lemmon Survey |
| 526662 - | 2006 UB169               | 21 ottobre 2006   | Mount Lemmon Survey |
| 526663 - | 2006 UJ187               | 17 settembre 2006 | CSS                 |
| 526664 - | 2006 UP193               | 26 settembre 2006 | Mount Lemmon Survey |
| 526665 - | 2006 US194               | 26 settembre 2006 | Mount Lemmon Survey |
| 526666 - | 2006 UM201               | 21 ottobre 2006   | Spacewatch          |
| 526667 - | 2006 UY204               | 28 settembre 2006 | Spacewatch          |
| 526668 - | 2006 UP206               | 30 settembre 2006 | Mount Lemmon Survey |
| 526669 - | 2006 UD211               | 23 ottobre 2006   | Spacewatch          |
| 526670 - | 2006 UL217               | 31 ottobre 2006   | LINEAR              |
| 526671 - | 2006 UF235               | 28 agosto 2006    | CSS                 |
| 526672 - | 2006 UY238               | 2 ottobre 2006    | Mount Lemmon Survey |
| 526673 - | 2006 UC258               | 28 ottobre 2006   | Mount Lemmon Survey |
| 526674 - | 2006 UU271               | 19 ottobre 2006   | Mount Lemmon Survey |
| 526675 - | 2006 UE280               | 20 ottobre 2006   | Spacewatch          |
| 526676 - | 2006 US281               | 2 ottobre 2006    | Mount Lemmon Survey |
| 526677 - | 2006 UC290               | 2 ottobre 2006    | Mount Lemmon Survey |
| 526678 - | 2006 UL299               | 27 agosto 2006    | Spacewatch          |
| 526679 - | 2006 UT299               | 18 agosto 2006    | Spacewatch          |
| 526680 - | 2006 UK346               | 21 ottobre 2006   | Spacewatch          |
| 526681 - | 2006 UX346               | 29 ottobre 2006   | Mount Lemmon Survey |
| 526682 - | 2006 UW362               | 28 agosto 2005    | Spacewatch          |
| 526683 - | 2006 UX362               | 21 ottobre 2006   | Mount Lemmon Survey |
| 526684 - | 2006 UG364               | 19 settembre 2006 | CSS                 |
| 526685 - | 2006 UT364               | 22 ottobre 2006   | Mount Lemmon Survey |
| 526686 - | 2006 UX364               | 22 ottobre 2006   | Mount Lemmon Survey |
| 526687 - | 2006 UG365               | 23 ottobre 2006   | Mount Lemmon Survey |
| 526688 - | 2006 UH365               | 23 ottobre 2006   | Mount Lemmon Survey |
| 526689 - | 2006 UJ365               | 27 ottobre 2006   | CSS                 |
| 526690 - | 2006 UN365               | 27 ottobre 2006   | Mount Lemmon Survey |
| 526691 - | 2006 UR365               | 30 ottobre 2006   | CSS                 |
| 526692 - | 2006 VM                  | 17 ottobre 2006   | Spacewatch          |
| 526693 - | 2006 VW8                 | 27 settembre 2006 | Mount Lemmon Survey |
| 526694 - | 2006 VG16                | 21 ottobre 2006   | Spacewatch          |
| 526695 - | 2006 VO18                | 13 ottobre 2006   | Spacewatch          |
| 526696 - | 2006 VK20                | 9 novembre 2006   | Spacewatch          |
| 526697 - | 2006 VO21                | 20 ottobre 2006   | Spacewatch          |
| 526698 - | 2006 VY27                | 20 ottobre 2006   | Mount Lemmon Survey |
| 526699 - | 2006 VA28                | 10 novembre 2006  | Spacewatch          |
| 526700 - | 2006 VE30                | 28 settembre 2006 | Mount Lemmon Survey |

## 526701–526800
| Nome     | Designazione provvisoria | Data di scoperta  | Scopritore          |
| -------- | ------------------------ | ----------------- | ------------------- |
| 526701 - | 2006 VE37                | 28 ottobre 2006   | Mount Lemmon Survey |
| 526702 - | 2006 VG46                | 9 novembre 2006   | Spacewatch          |
| 526703 - | 2006 VO46                | 21 ottobre 2006   | Spacewatch          |
| 526704 - | 2006 VD47                | 9 novembre 2006   | Spacewatch          |
| 526705 - | 2006 VX60                | 28 ottobre 2006   | Mount Lemmon Survey |
| 526706 - | 2006 VT68                | 11 novembre 2006  | Spacewatch          |
| 526707 - | 2006 VO73                | 28 settembre 2006 | Mount Lemmon Survey |
| 526708 - | 2006 VJ77                | 12 novembre 2006  | Mount Lemmon Survey |
| 526709 - | 2006 VJ80                | 28 settembre 2006 | Mount Lemmon Survey |
| 526710 - | 2006 VN118               | 14 novembre 2006  | Spacewatch          |
| 526711 - | 2006 VT127               | 15 novembre 2006  | Spacewatch          |
| 526712 - | 2006 VM138               | 20 ottobre 2006   | Mount Lemmon Survey |
| 526713 - | 2006 VV145               | 15 novembre 2006  | CSS                 |
| 526714 - | 2006 VW169               | 11 novembre 2006  | Spacewatch          |
| 526715 - | 2006 VT172               | 1º novembre 2006  | Spacewatch          |
| 526716 - | 2006 VX172               | 1º novembre 2006  | Spacewatch          |
| 526717 - | 2006 VA175               | 1º novembre 2006  | Mount Lemmon Survey |
| 526718 - | 2006 VL175               | 2 novembre 2006   | Mount Lemmon Survey |
| 526719 - | 2006 VT175               | 13 novembre 2006  | CSS                 |
| 526720 - | 2006 VX175               | 13 novembre 2006  | CSS                 |
| 526721 - | 2006 VE176               | 15 novembre 2006  | CSS                 |
| 526722 - | 2006 WP5                 | 12 novembre 2006  | Mount Lemmon Survey |
| 526723 - | 2006 WK7                 | 16 novembre 2006  | Spacewatch          |
| 526724 - | 2006 WB29                | 19 novembre 2006  | Spacewatch          |
| 526725 - | 2006 WP31                | 23 ottobre 2006   | Mount Lemmon Survey |
| 526726 - | 2006 WG34                | 23 ottobre 2006   | Mount Lemmon Survey |
| 526727 - | 2006 WW40                | 16 novembre 2006  | Spacewatch          |
| 526728 - | 2006 WB42                | 16 novembre 2006  | Mount Lemmon Survey |
| 526729 - | 2006 WD44                | 16 novembre 2006  | Spacewatch          |
| 526730 - | 2006 WL47                | 16 novembre 2006  | Spacewatch          |
| 526731 - | 2006 WP54                | 16 novembre 2006  | Spacewatch          |
| 526732 - | 2006 WT56                | 11 novembre 2006  | Spacewatch          |
| 526733 - | 2006 WF59                | 17 novembre 2006  | Spacewatch          |
| 526734 - | 2006 WO76                | 3 ottobre 2006    | Mount Lemmon Survey |
| 526735 - | 2006 WN80                | 10 novembre 2006  | Spacewatch          |
| 526736 - | 2006 WC85                | 18 novembre 2006  | Spacewatch          |
| 526737 - | 2006 WT87                | 18 novembre 2006  | Mount Lemmon Survey |
| 526738 - | 2006 WC99                | 19 novembre 2006  | Spacewatch          |
| 526739 - | 2006 WR102               | 19 novembre 2006  | Spacewatch          |
| 526740 - | 2006 WE105               | 19 novembre 2006  | Spacewatch          |
| 526741 - | 2006 WW121               | 21 novembre 2006  | Mount Lemmon Survey |
| 526742 - | 2006 WR127               | 25 novembre 2006  | Mount Lemmon Survey |
| 526743 - | 2006 WH139               | 19 novembre 2006  | Spacewatch          |
| 526744 - | 2006 WU139               | 19 novembre 2006  | Spacewatch          |
| 526745 - | 2006 WG146               | 16 novembre 2006  | Spacewatch          |
| 526746 - | 2006 WM147               | 16 novembre 2006  | Spacewatch          |
| 526747 - | 2006 WG150               | 11 novembre 2006  | Mount Lemmon Survey |
| 526748 - | 2006 WE154               | 3 ottobre 2006    | Mount Lemmon Survey |
| 526749 - | 2006 WC160               | 22 novembre 2006  | Mount Lemmon Survey |
| 526750 - | 2006 WT161               | 15 novembre 2006  | Spacewatch          |
| 526751 - | 2006 WE163               | 19 ottobre 2006   | Mount Lemmon Survey |
| 526752 - | 2006 WG169               | 11 novembre 2006  | Mount Lemmon Survey |
| 526753 - | 2006 WX173               | 11 novembre 2006  | Spacewatch          |
| 526754 - | 2006 WZ179               | 31 ottobre 2006   | Mount Lemmon Survey |
| 526755 - | 2006 WW200               | 26 novembre 2006  | Spacewatch          |
| 526756 - | 2006 WV201               | 18 novembre 2006  | Mount Lemmon Survey |
| 526757 - | 2006 WN203               | 16 novembre 2006  | Spacewatch          |
| 526758 - | 2006 WA205               | 17 novembre 2006  | Spacewatch          |
| 526759 - | 2006 WR207               | 16 novembre 2006  | Mount Lemmon Survey |
| 526760 - | 2006 WU207               | 21 novembre 2006  | Mount Lemmon Survey |
| 526761 - | 2006 WG208               | 23 novembre 2006  | Mount Lemmon Survey |
| 526762 - | 2006 WH208               | 17 novembre 2006  | Mount Lemmon Survey |
| 526763 - | 2006 WM208               | 16 novembre 2006  | Mount Lemmon Survey |
| 526764 - | 2006 WO208               | 17 novembre 2006  | Mount Lemmon Survey |
| 526765 - | 2006 WP208               | 17 novembre 2006  | CSS                 |
| 526766 - | 2006 WQ208               | 17 novembre 2006  | Mount Lemmon Survey |
| 526767 - | 2006 WS208               | 17 novembre 2006  | Mount Lemmon Survey |
| 526768 - | 2006 WU208               | 17 novembre 2006  | Mount Lemmon Survey |
| 526769 - | 2006 WV208               | 18 novembre 2006  | Mount Lemmon Survey |
| 526770 - | 2006 WZ208               | 16 ottobre 2006   | CSS                 |
| 526771 - | 2006 WC209               | 21 novembre 2006  | Mount Lemmon Survey |
| 526772 - | 2006 WF209               | 22 novembre 2006  | CSS                 |
| 526773 - | 2006 XO                  | 23 novembre 2006  | Mount Lemmon Survey |
| 526774 - | 2006 XT3                 | 12 dicembre 2006  | LINEAR              |
| 526775 - | 2006 XQ16                | 10 dicembre 2006  | Spacewatch          |
| 526776 - | 2006 XA27                | 12 dicembre 2006  | CSS                 |
| 526777 - | 2006 XM40                | 28 novembre 2006  | Spacewatch          |
| 526778 - | 2006 XT45                | 27 novembre 2006  | Spacewatch          |
| 526779 - | 2006 XG48                | 13 dicembre 2006  | CSS                 |
| 526780 - | 2006 XT50                | 27 novembre 2006  | Mount Lemmon Survey |
| 526781 - | 2006 XY55                | 15 novembre 2006  | Mount Lemmon Survey |
| 526782 - | 2006 XA67                | 14 dicembre 2006  | NEAT                |
| 526783 - | 2006 XO69                | 15 dicembre 2006  | Spacewatch          |
| 526784 - | 2006 XK73                | 15 dicembre 2006  | Spacewatch          |
| 526785 - | 2006 XK74                | 1º dicembre 2006  | Mount Lemmon Survey |
| 526786 - | 2006 XO74                | 13 dicembre 2006  | Mount Lemmon Survey |
| 526787 - | 2006 XQ74                | 15 dicembre 2006  | Mount Lemmon Survey |
| 526788 - | 2006 YZ1                 | 16 dicembre 2006  | Mount Lemmon Survey |
| 526789 - | 2006 YC4                 | 16 dicembre 2006  | Mount Lemmon Survey |
| 526790 - | 2006 YA9                 | 3 ottobre 2006    | Mount Lemmon Survey |
| 526791 - | 2006 YF12                | 13 dicembre 2006  | Mount Lemmon Survey |
| 526792 - | 2006 YG28                | 13 dicembre 2006  | Spacewatch          |
| 526793 - | 2006 YU36                | 21 dicembre 2006  | Spacewatch          |
| 526794 - | 2006 YG48                | 27 novembre 2006  | Mount Lemmon Survey |
| 526795 - | 2006 YN52                | 13 dicembre 2006  | Spacewatch          |
| 526796 - | 2006 YF57                | 29 dicembre 2006  | Mount Lemmon Survey |
| 526797 - | 2007 AO                  | 27 novembre 2006  | Mount Lemmon Survey |
| 526798 - | 2007 AA9                 | 13 gennaio 2007   | LINEAR              |
| 526799 - | 2007 AC10                | 23 ottobre 2006   | Mount Lemmon Survey |
| 526800 - | 2007 AM12                | 24 dicembre 2006  | Spacewatch          |

## 526801–526900
| Nome     | Designazione provvisoria | Data di scoperta | Scopritore          |
| -------- | ------------------------ | ---------------- | ------------------- |
| 526801 - | 2007 AC32                | 10 gennaio 2007  | Mount Lemmon Survey |
| 526802 - | 2007 BC                  | 16 gennaio 2007  | CSS                 |
| 526803 - | 2007 BL3                 | 23 dicembre 2006 | CSS                 |
| 526804 - | 2007 BO3                 | 27 novembre 2006 | Mount Lemmon Survey |
| 526805 - | 2007 BA26                | 21 dicembre 2006 | Mount Lemmon Survey |
| 526806 - | 2007 BD26                | 26 dicembre 2006 | Spacewatch          |
| 526807 - | 2007 BW28                | 27 novembre 2006 | Mount Lemmon Survey |
| 526808 - | 2007 BW33                | 24 gennaio 2007  | Mount Lemmon Survey |
| 526809 - | 2007 BW34                | 24 gennaio 2007  | Spacewatch          |
| 526810 - | 2007 BA35                | 21 dicembre 2006 | Spacewatch          |
| 526811 - | 2007 BA36                | 24 gennaio 2007  | Mount Lemmon Survey |
| 526812 - | 2007 BM38                | 27 dicembre 2006 | Mount Lemmon Survey |
| 526813 - | 2007 BN38                | 21 dicembre 2006 | Mount Lemmon Survey |
| 526814 - | 2007 BU38                | 22 novembre 2006 | Mount Lemmon Survey |
| 526815 - | 2007 BL51                | 10 gennaio 2007  | Spacewatch          |
| 526816 - | 2007 BM55                | 21 dicembre 2006 | Mount Lemmon Survey |
| 526817 - | 2007 BR75                | 17 gennaio 2007  | NEAT                |
| 526818 - | 2007 BF103               | 28 gennaio 2007  | Mount Lemmon Survey |
| 526819 - | 2007 BH103               | 17 gennaio 2007  | Spacewatch          |
| 526820 - | 2007 BQ103               | 27 gennaio 2007  | Mount Lemmon Survey |
| 526821 - | 2007 BS103               | 27 gennaio 2007  | Mount Lemmon Survey |
| 526822 - | 2007 CK1                 | 27 gennaio 2007  | Spacewatch          |
| 526823 - | 2007 CK9                 | 9 gennaio 2007   | Spacewatch          |
| 526824 - | 2007 CC15                | 7 febbraio 2007  | Mount Lemmon Survey |
| 526825 - | 2007 CK26                | 8 febbraio 2007  | NEAT                |
| 526826 - | 2007 CA27                | 13 febbraio 2007 | CSS                 |
| 526827 - | 2007 CR30                | 9 gennaio 2007   | Spacewatch          |
| 526828 - | 2007 CO32                | 27 gennaio 2007  | Mount Lemmon Survey |
| 526829 - | 2007 CX32                | 6 febbraio 2007  | Mount Lemmon Survey |
| 526830 - | 2007 CN42                | 7 febbraio 2007  | Mount Lemmon Survey |
| 526831 - | 2007 CD57                | 28 novembre 2006 | Mount Lemmon Survey |
| 526832 - | 2007 CY78                | 13 febbraio 2007 | Mount Lemmon Survey |
| 526833 - | 2007 CJ80                | 6 febbraio 2007  | Mount Lemmon Survey |
| 526834 - | 2007 CO80                | 8 febbraio 2007  | Mount Lemmon Survey |
| 526835 - | 2007 CW80                | 13 febbraio 2007 | Mount Lemmon Survey |
| 526836 - | 2007 DN13                | 8 febbraio 2007  | Spacewatch          |
| 526837 - | 2007 DZ19                | 28 gennaio 2007  | Mount Lemmon Survey |
| 526838 - | 2007 DO23                | 27 gennaio 2007  | Mount Lemmon Survey |
| 526839 - | 2007 DJ24                | 27 gennaio 2007  | Mount Lemmon Survey |
| 526840 - | 2007 DL38                | 17 febbraio 2007 | Spacewatch          |
| 526841 - | 2007 DM67                | 21 febbraio 2007 | Spacewatch          |
| 526842 - | 2007 DT68                | 29 agosto 2005   | Spacewatch          |
| 526843 - | 2007 DG72                | 21 febbraio 2007 | Spacewatch          |
| 526844 - | 2007 DW73                | 21 febbraio 2007 | Spacewatch          |
| 526845 - | 2007 DX74                | 21 febbraio 2007 | Spacewatch          |
| 526846 - | 2007 DY77                | 21 dicembre 2006 | Mount Lemmon Survey |
| 526847 - | 2007 DM79                | 28 gennaio 2007  | CSS                 |
| 526848 - | 2007 DR80                | 28 gennaio 2007  | Mount Lemmon Survey |
| 526849 - | 2007 DR84                | 18 febbraio 2007 | LINEAR              |
| 526850 - | 2007 DP94                | 23 febbraio 2007 | Spacewatch          |
| 526851 - | 2007 DS118               | 21 febbraio 2007 | Spacewatch          |
| 526852 - | 2007 DC119               | 21 febbraio 2007 | Mount Lemmon Survey |
| 526853 - | 2007 DK119               | 21 febbraio 2007 | Mount Lemmon Survey |
| 526854 - | 2007 DM119               | 23 febbraio 2007 | Mount Lemmon Survey |
| 526855 - | 2007 DS119               | 25 febbraio 2007 | Mount Lemmon Survey |
| 526856 - | 2007 DV119               | 28 gennaio 2007  | Spacewatch          |
| 526857 - | 2007 EM8                 | 9 marzo 2007     | Mount Lemmon Survey |
| 526858 - | 2007 ED16                | 21 febbraio 2007 | Mount Lemmon Survey |
| 526859 - | 2007 EU41                | 9 marzo 2007     | Mount Lemmon Survey |
| 526860 - | 2007 EU46                | 9 marzo 2007     | Mount Lemmon Survey |
| 526861 - | 2007 EY52                | 21 febbraio 2007 | Spacewatch          |
| 526862 - | 2007 EN87                | 13 marzo 2007    | Spacewatch          |
| 526863 - | 2007 EL111               | 11 marzo 2007    | Spacewatch          |
| 526864 - | 2007 EQ129               | 23 febbraio 2007 | Mount Lemmon Survey |
| 526865 - | 2007 EC133               | 9 marzo 2007     | Mount Lemmon Survey |
| 526866 - | 2007 EA136               | 17 febbraio 2007 | Spacewatch          |
| 526867 - | 2007 EW145               | 26 febbraio 2007 | Mount Lemmon Survey |
| 526868 - | 2007 EM147               | 12 marzo 2007    | Mount Lemmon Survey |
| 526869 - | 2007 EH176               | 14 marzo 2007    | Spacewatch          |
| 526870 - | 2007 EG202               | 28 gennaio 2007  | Mount Lemmon Survey |
| 526871 - | 2007 EC215               | 11 marzo 2007    | CSS                 |
| 526872 - | 2007 EH222               | 14 marzo 2007    | Spacewatch          |
| 526873 - | 2007 EZ225               | 13 marzo 2007    | Mount Lemmon Survey |
| 526874 - | 2007 EA226               | 14 marzo 2007    | Mount Lemmon Survey |
| 526875 - | 2007 ER226               | 9 marzo 2007     | Mount Lemmon Survey |
| 526876 - | 2007 EV226               | 10 marzo 2007    | Mount Lemmon Survey |
| 526877 - | 2007 EC227               | 13 marzo 2007    | Mount Lemmon Survey |
| 526878 - | 2007 FE                  | 16 marzo 2007    | CSS                 |
| 526879 - | 2007 FG14                | 19 marzo 2007    | Mount Lemmon Survey |
| 526880 - | 2007 FR14                | 19 marzo 2007    | Mount Lemmon Survey |
| 526881 - | 2007 FT16                | 9 marzo 2007     | Mount Lemmon Survey |
| 526882 - | 2007 FP20                | 20 marzo 2007    | CSS                 |
| 526883 - | 2007 FV20                | 26 marzo 2003    | Spacewatch          |
| 526884 - | 2007 FE29                | 10 marzo 2007    | Spacewatch          |
| 526885 - | 2007 FC39                | 28 marzo 2007    | SSS                 |
| 526886 - | 2007 FX41                | 26 marzo 2007    | Mount Lemmon Survey |
| 526887 - | 2007 FR48                | 26 marzo 2007    | Mount Lemmon Survey |
| 526888 - | 2007 FT52                | 20 marzo 2007    | CSS                 |
| 526889 - | 2007 GH6                 | 10 aprile 2007   | Montenero d'Idria   |
| 526890 - | 2007 GN28                | 11 aprile 2003   | Spacewatch          |
| 526891 - | 2007 GQ38                | 14 aprile 2007   | Spacewatch          |
| 526892 - | 2007 GM41                | 14 aprile 2007   | Mount Lemmon Survey |
| 526893 - | 2007 GJ52                | 14 aprile 2007   | Spacewatch          |
| 526894 - | 2007 GZ55                | 15 aprile 2007   | Spacewatch          |
| 526895 - | 2007 GZ57                | 15 marzo 2007    | Mount Lemmon Survey |
| 526896 - | 2007 GM76                | 16 marzo 2007    | Mount Lemmon Survey |
| 526897 - | 2007 GA78                | 14 aprile 2007   | Mount Lemmon Survey |
| 526898 - | 2007 HR                  | 16 aprile 2007   | Mount Lemmon Survey |
| 526899 - | 2007 HV1                 | 16 aprile 2007   | Mount Lemmon Survey |
| 526900 - | 2007 HM2                 | 26 febbraio 2007 | Mount Lemmon Survey |

## 526901–527000
| Nome         | Designazione provvisoria | Data di scoperta  | Scopritore          |
| ------------ | ------------------------ | ----------------- | ------------------- |
| 526901 -     | 2007 HL21                | 18 aprile 2007    | Spacewatch          |
| 526902 -     | 2007 HE35                | 11 aprile 2007    | Spacewatch          |
| 526903 -     | 2007 HX43                | 22 aprile 2007    | Mount Lemmon Survey |
| 526904 -     | 2007 HO49                | 20 aprile 2007    | Spacewatch          |
| 526905 -     | 2007 HN61                | 14 marzo 2007     | Mount Lemmon Survey |
| 526906 -     | 2007 HX62                | 20 marzo 2007     | Spacewatch          |
| 526907 -     | 2007 HF72                | 22 aprile 2007    | Spacewatch          |
| 526908 -     | 2007 HG74                | 14 aprile 2007    | Spacewatch          |
| 526909 -     | 2007 HQ80                | 25 aprile 2007    | Mount Lemmon Survey |
| 526910 -     | 2007 HT80                | 14 aprile 2007    | Mount Lemmon Survey |
| 526911 -     | 2007 HX91                | 26 marzo 2007     | Spacewatch          |
| 526912 -     | 2007 HE92                | 15 marzo 2007     | Mount Lemmon Survey |
| 526913 -     | 2007 HT99                | 24 aprile 2007    | Spacewatch          |
| 526914 -     | 2007 HJ100               | 25 aprile 2007    | Mount Lemmon Survey |
| 526915 -     | 2007 JB2                 | 24 aprile 2007    | Mount Lemmon Survey |
| 526916 -     | 2007 JE2                 | 7 maggio 2007     | Mount Lemmon Survey |
| 526917 -     | 2007 JX3                 | 16 marzo 2007     | Mount Lemmon Survey |
| 526918 -     | 2007 JU15                | 10 maggio 2007    | Mount Lemmon Survey |
| 526919 -     | 2007 JG18                | 8 maggio 2007     | Spacewatch          |
| 526920 -     | 2007 JY26                | 19 aprile 2007    | Mount Lemmon Survey |
| 526921 -     | 2007 JR36                | 13 marzo 2007     | Spacewatch          |
| 526922 -     | 2007 JK38                | 11 aprile 2007    | Mount Lemmon Survey |
| 526923 -     | 2007 JC47                | 22 aprile 2007    | SSS                 |
| 526924 -     | 2007 JG47                | 13 maggio 2007    | Mount Lemmon Survey |
| 526925 -     | 2007 KU9                 | 25 maggio 2007    | Mount Lemmon Survey |
| 526926 -     | 2007 KW9                 | 26 maggio 2007    | Mount Lemmon Survey |
| 526927 -     | 2007 LO13                | 25 marzo 2007     | Mount Lemmon Survey |
| 526928 -     | 2007 LP13                | 25 marzo 2007     | Mount Lemmon Survey |
| 526929 -     | 2007 LF15                | 12 giugno 2007    | J. Broughton        |
| 526930 -     | 2007 LB17                | 12 maggio 2007    | Spacewatch          |
| 526931 -     | 2007 LK27                | 12 giugno 2007    | Spacewatch          |
| 526932 -     | 2007 LJ37                | 14 giugno 2007    | Spacewatch          |
| 526933 -     | 2007 ML1                 | 16 giugno 2007    | Spacewatch          |
| 526934 -     | 2007 MA11                | 21 giugno 2007    | Mount Lemmon Survey |
| 526935 -     | 2007 MW15                | 20 giugno 2007    | Spacewatch          |
| 526936 -     | 2007 MZ23                | 24 giugno 2007    | CSS                 |
| 526937 -     | 2007 OR                  | 17 luglio 2007    | G. Hug              |
| 526938 -     | 2007 OJ11                | 19 luglio 2007    | Mount Lemmon Survey |
| 526939 -     | 2007 OM11                | 18 luglio 2007    | Mount Lemmon Survey |
| 526940 -     | 2007 PR                  | 5 agosto 2007     | J. Broughton        |
| 526941 -     | 2007 PG17                | 9 agosto 2007     | Chante-Perdrix Obs. |
| 526942 -     | 2007 PE21                | 9 agosto 2007     | LINEAR              |
| 526943 -     | 2007 PV31                | 8 agosto 2007     | LINEAR              |
| 526944 -     | 2007 PU40                | 9 agosto 2007     | LINEAR              |
| 526945 -     | 2007 PV43                | 12 agosto 2007    | LINEAR              |
| 526946 -     | 2007 PO46                | 10 agosto 2007    | Spacewatch          |
| 526947 -     | 2007 PH49                | 17 luglio 2007    | CSS                 |
| 526948 -     | 2007 PW50                | 10 agosto 2007    | Spacewatch          |
| 526949 -     | 2007 PZ50                | 10 agosto 2007    | Spacewatch          |
| 526950 -     | 2007 PE51                | 24 marzo 1995     | Spacewatch          |
| 526951 -     | 2007 QG8                 | 21 agosto 2007    | LONEOS              |
| 526952 -     | 2007 QF11                | 23 agosto 2007    | Spacewatch          |
| 526953 -     | 2007 QC18                | 23 agosto 2007    | Spacewatch          |
| 526954 -     | 2007 RK3                 | 3 settembre 2007  | CSS                 |
| 526955 -     | 2007 RM7                 | 23 agosto 2007    | Spacewatch          |
| 526956 -     | 2007 RM13                | 3 settembre 2007  | CSS                 |
| 526957 -     | 2007 RK15                | 12 settembre 2007 | CSS                 |
| 526958 -     | 2007 RA19                | 11 settembre 2007 | Spacewatch          |
| 526959 -     | 2007 RX26                | 22 agosto 2007    | LONEOS              |
| 526960 -     | 2007 RO27                | 10 agosto 2007    | Spacewatch          |
| 526961 -     | 2007 RT28                | 4 settembre 2007  | Mount Lemmon Survey |
| 526962 -     | 2007 RF29                | 17 agosto 2007    | PMO NEO             |
| 526963 -     | 2007 RL30                | 5 settembre 2007  | LONEOS              |
| 526964 -     | 2007 RE33                | 5 settembre 2007  | LONEOS              |
| 526965 -     | 2007 RL35                | 8 settembre 2007  | W. Bickel           |
| 526966 -     | 2007 RA37                | 8 settembre 2007  | Mount Lemmon Survey |
| 526967 -     | 2007 RN37                | 8 settembre 2007  | LONEOS              |
| 526968 -     | 2007 RR38                | 8 settembre 2007  | LONEOS              |
| 526969 -     | 2007 RG43                | 9 settembre 2007  | Spacewatch          |
| 526970 -     | 2007 RL43                | 9 settembre 2007  | Spacewatch          |
| 526971 -     | 2007 RR44                | 9 settembre 2007  | Spacewatch          |
| 526972 -     | 2007 RF49                | 9 settembre 2007  | Mount Lemmon Survey |
| 526973 -     | 2007 RY49                | 9 settembre 2007  | Mount Lemmon Survey |
| 526974 -     | 2007 RU50                | 9 settembre 2007  | Spacewatch          |
| 526975 -     | 2007 RP51                | 9 settembre 2007  | Spacewatch          |
| 526976 -     | 2007 RX51                | 9 settembre 2007  | Spacewatch          |
| 526977 -     | 2007 RY54                | 9 settembre 2007  | Spacewatch          |
| 526978 -     | 2007 RM60                | 10 settembre 2007 | CSS                 |
| 526979 -     | 2007 RK63                | 10 agosto 2007    | Spacewatch          |
| 526980 -     | 2007 RD66                | 10 settembre 2007 | Mount Lemmon Survey |
| 526981 -     | 2007 RB68                | 10 settembre 2007 | Spacewatch          |
| 526982 -     | 2007 RR69                | 10 settembre 2007 | Spacewatch          |
| 526983 -     | 2007 RT69                | 10 settembre 2007 | Spacewatch          |
| 526984 -     | 2007 RB80                | 10 settembre 2007 | Mount Lemmon Survey |
| 526985 -     | 2007 RE84                | 3 settembre 2007  | CSS                 |
| 526986 -     | 2007 RB86                | 10 settembre 2007 | Mount Lemmon Survey |
| 526987 -     | 2007 RS87                | 8 aprile 2006     | Spacewatch          |
| 526988 -     | 2007 RN92                | 10 settembre 2007 | Mount Lemmon Survey |
| 526989 -     | 2007 RA94                | 10 settembre 2007 | Spacewatch          |
| 526990 -     | 2007 RJ99                | 11 settembre 2007 | Spacewatch          |
| 526991 -     | 2007 RD113               | 11 settembre 2007 | Spacewatch          |
| 526992 -     | 2007 RT115               | 11 settembre 2007 | Spacewatch          |
| 526993 -     | 2007 RM117               | 11 settembre 2007 | Spacewatch          |
| 526994 -     | 2007 RN117               | 11 settembre 2007 | Spacewatch          |
| 526995 -     | 2007 RX117               | 11 settembre 2007 | Spacewatch          |
| 526996 -     | 2007 RP118               | 11 settembre 2007 | Mount Lemmon Survey |
| 526997 Hohai | 2007 RP119               | 11 settembre 2007 | PMO NEO             |
| 526998 -     | 2007 RE122               | 12 settembre 2007 | CSS                 |
| 526999 -     | 2007 RV131               | 12 settembre 2007 | Mount Lemmon Survey |
| 527000 -     | 2007 RK135               | 8 settembre 2007  | LONEOS              |